# Csonkaszárnyú medvelepke
A csonkaszárnyú medvelepke (Ocnogyna parasita) a kvadrifid bagolylepkefélék családjába tartozó, Európában honos lepkefaj. 

## Megjelenése
A csonkaszárnyú medvelepke szárnyfesztávolsága a hím esetében 3-3,4 cm, a nősténynél 2-2,2 mm. Feje és tora sötét, sárgás árnyalatú barnásszürke, fekete szőrcsíkokkal díszítve. Az ajaktapogató feketés. Potroha feketésbarna, amit hosszú szürkés szőrzet borít; a nőstény esetében oldalán sárgás szőrcsíkokkal; hasoldala feketés. A hím csápjai jól fejlettek, az elülső szárny alapszíne barnán behintett tompa barnásszürke. Rajzolata az erek mentén húzódó, három sorba rendeződött keskeny fekete foltokból (ezek alakja és mérete igen változó lehet), valamint az erek mentén finom, részleges fekete fedettségből áll. Hátulsó szárnya világosabb, áttetszőbb, fénylő barnásszürke, elülső szegélye sötétszürkén hehintett. Szegélyén változó nagyságú, elmosódott sötét foltjai láthatók. A szárnyak rojtja szürke, tövén finom, sötétebb vonallal. A szárnyak fonákja sötétebb barnásszürke, a hátulsó szárny elülső széle feketés, fölötte a rojt sárgás. 
A nőstény külseje eltérő: szárnya csökevényes, az elülső szárny alakja cseppre vagy baltafejre emlékeztet. Alapszíne sötétebb, a rajzolat világos szélű fekete foltjai nagyobbak, szögletesebbek. A hátsó szárny igen kicsi, a szegélyi foltsor nagy, éles, feketés színű. A fonák sötét, a foltok sávokká folynak össze.
A foltok mérete és alakja változó..
Petéi gömbölyűek, halvány sárgászöld színűek.    
Hernyója szürke vagy barna, hátán világos vonalakkal, közöttük sötét pontokkal. Légzőnyílásai fehéresek. Testét sárga vagy vöröses szőrzet fedi. Igen gyakran (50-90%-ban) élősködők kínozzák, innen kapta a faj a tudományos nevét. Bábja sötétbarna, zömök. 

### Hasonló fajok
Magyarországon nem él másik, hozzá hasonló faj.

## Elterjedése
Európában honos, a Francia- és Svájci-Alpokban, a Balkánon, a Kárpát-medencében és a Krímen. Magyarországon szórványos előfordulású (pl. az Északi-középhegységben, a Dél- és Nyugat-Dunántúlon), helyenként gyakori is lehet. 

## Életmódja
Száraz, meleg, sovány talajú gyepek, löszpusztagyepek, mészkő- és dolomitlejtők lakója. Az Alpokban az 1200-2500 m közötti napsütötte, hegyi réteken él.  
Évente egy nemzedéke nő fel, imágói igen korán, sokszor hóolvadás után, február végétől április közepéig repülnek. Éjjel aktívak, a mesterséges fény vonzza őket. Hernyója polifág, különféle lágyszárú növények (pl. csalán, lándzsás útifű, sárga tárnics, kígyószisz) leveleit eszi. Augusztus végén, szeptember elején barnásszürke szövedékben bebábozódik és bábként áttelel.  
Magyarországon védett, természetvédelmi értéke 50 000 Ft. 